# Fernando Viana
Fernando Viana Jardim Silva (Brasilia, 20 febbraio 1992) è un calciatore brasiliano, attaccante del Police Tero.

## Palmarès

### Club

#### Competizioni nazionali
- Coppa di Bulgaria: 1

Botev Plovdiv: 2016-2017
- Supercoppa di Bulgaria: 1

Botev Plovdiv: 2017